# Yellowstone-Nationalpark
Der Yellowstone-Nationalpark ist ein Nationalpark in den Vereinigten Staaten. Er wurde am 1. März 1872 gegründet und ist damit der älteste Nationalpark der Welt. Er liegt zum überwiegenden Teil im Bundesstaat Wyoming und ist das Herz des Größeren Yellowstone-Ökosystems. Namensgeber ist der größte Fluss im Park, der Yellowstone River.
Der Park ist vor allem für seine geothermalen Quellen wie Geysire und Schlammtöpfe sowie für seine Wildtiere wie Bisons, Grizzlybären und Wölfe bekannt. 1978 erklärte ihn die UNESCO zum Weltnaturerbe.

## Geschichte

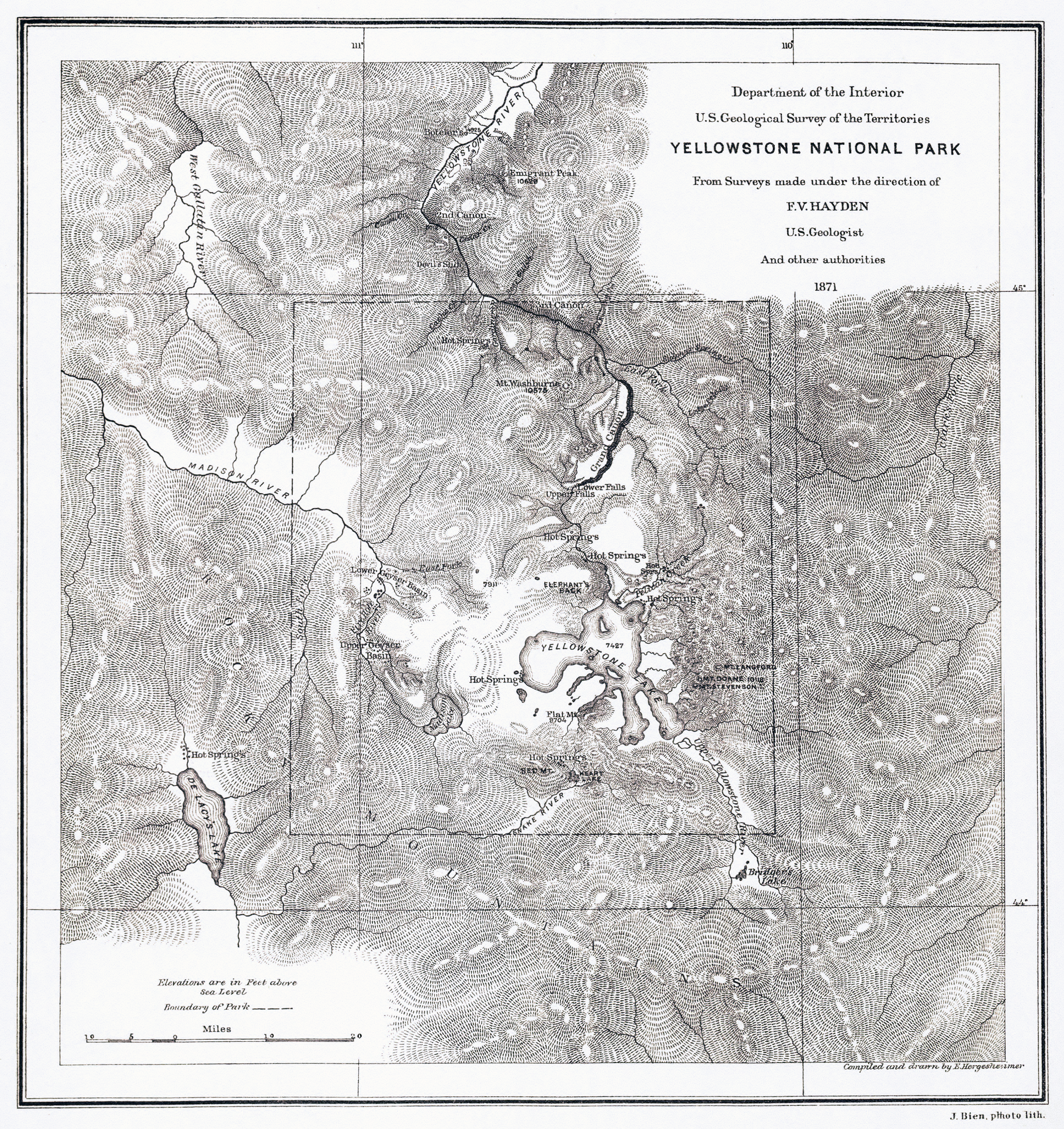
F.V. Haydens Karte des Yellowstone-Nationalparks, 1871

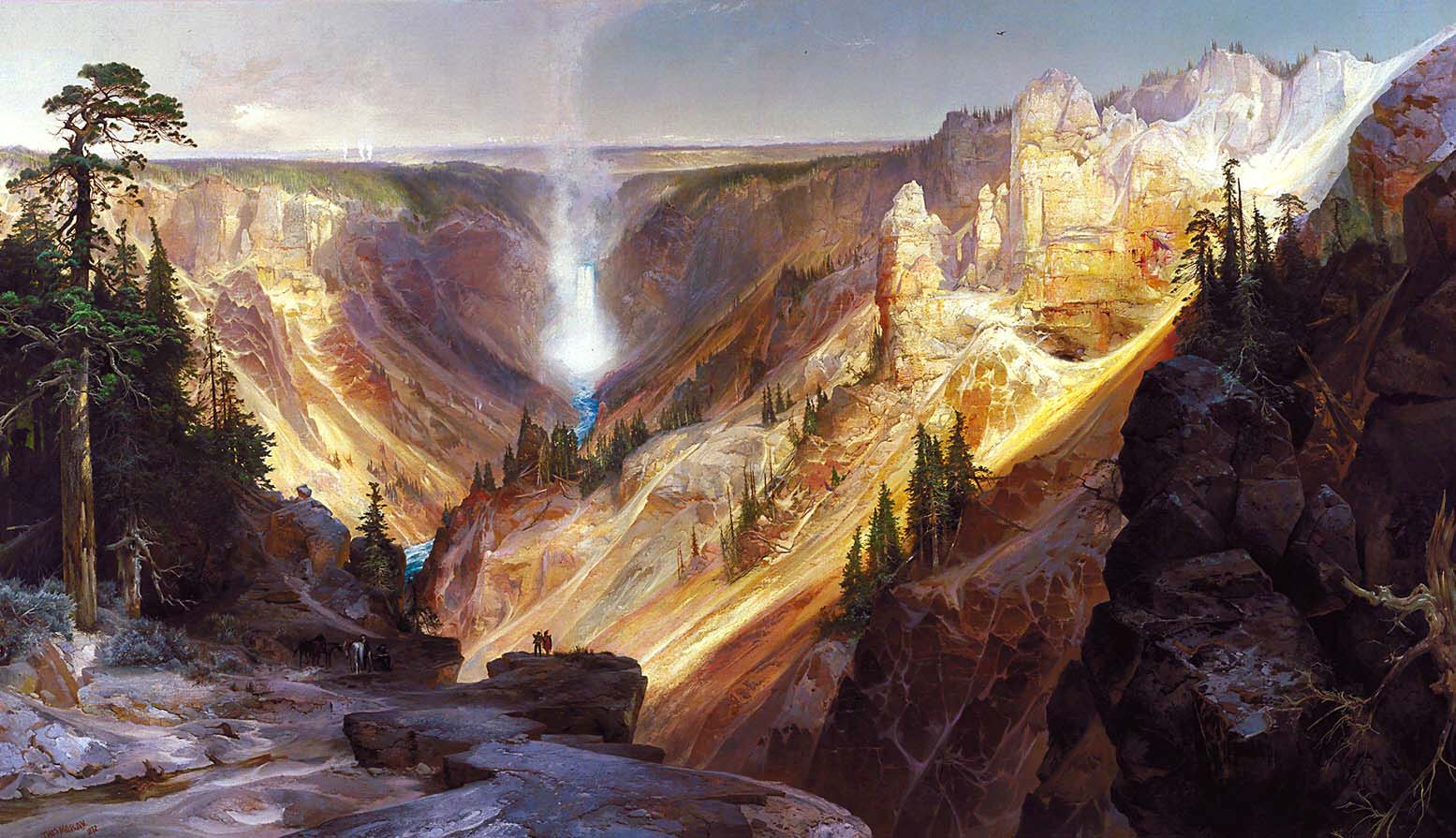
Thomas Moran - Grand Canyon of the Yellowstone, 1872

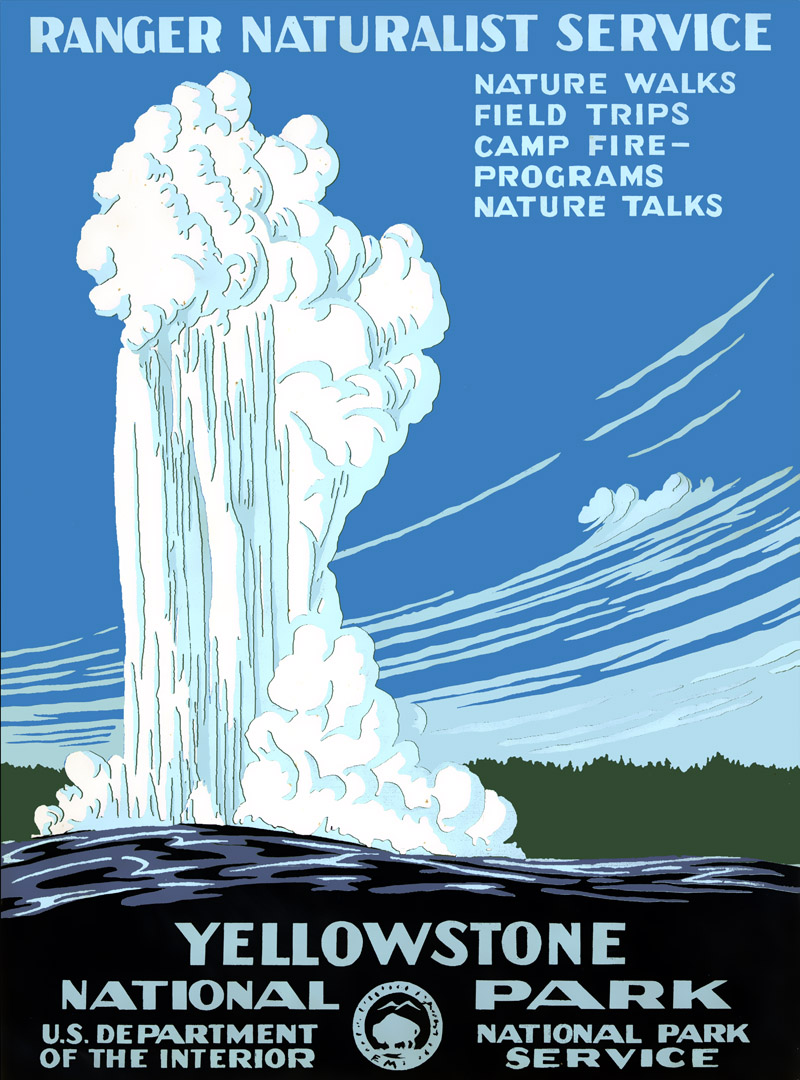
Poster des Yellowstone-Nationalparks, 1938

Eine indianische Besiedelung seit über 11.000 Jahren ist nachgewiesen. Um 1807 bekam der Trapper John Colter das Gebiet des heutigen Nationalparks vermutlich als erster Weißer zu Gesicht. Auch zu Colters Zeit waren Nördliche Shoshone dort anzutreffen. Weitere Stämme wie die Blackfoot, Absarokee und Bannock durchstreiften das Yellowstone-Gebiet gelegentlich zum Jagen und Angeln. Beim Obsidian Cliff fanden sie reichlich Obsidiangestein, aus dem sie Schneidewerkzeuge und Waffen herstellten. Pfeilspitzen aus Yellowstone-Obsidian wurden auch im Tal des Mississippi gefunden.
John Colter kehrte 1810 in die Zivilisation zurück. Seine Schilderungen über den Yellowstone wurden kaum beachtet. Das Gebiet war unzugänglich, weshalb es nicht rasch von Weißen besiedelt wurde; einige Pelzjäger und Goldsucher wagten sich jedoch bis dorthin vor, beispielsweise Warren Ferris 1834 und Jim Bridger 1857. Auch deren Berichte wurden größtenteils ignoriert, nicht aber vom Geologen Ferdinand V. Hayden. Er stellte 1859 eine Expedition unter der Führung von Bridger und dem US-Inspektor W.F. Raynolds zusammen. Die Expedition scheiterte aufgrund des Wintereinbruchs, noch bevor sie in das Yellowstone-Gebiet eindringen konnte. Erst nach dem Amerikanischen Bürgerkrieg wurde ein weiterer Versuch unternommen. Als die Folsom-Expedition 1869 erfolgreich durchgeführt worden war, begann sich Montanas Generalinspektor Henry Dana Washburn für das Yellowstone-Gebiet zu interessieren. Gemeinsam mit dem Schriftsteller Nathaniel P. Langford und Leutnant Gustavus C. Doane stellte er ein Jahr später die Washburn-Langford-Doane-Expedition zusammen. Diese gab unter anderem dem Geysir Old Faithful seinen Namen. Mit dabei war Truman Everts, der unter abenteuerlichsten Umständen beinahe sein Leben verlor. Schließlich war die Presse bereit, über das außergewöhnliche Gebiet zu berichten. Die Schilderungen wurden im ganzen Land mit großem Interesse aufgenommen.
Ferdinand V. Hayden ließ sich von Washburn ermuntern und startete 1871 erneut eine zweijährige Forschungsreise in das Gebiet. Der 34-köpfigen Gruppe gehörten auch der Maler Thomas Moran und der Fotograf William Henry Jackson an. Die Bild- und Schriftzeugnisse einer weiteren Forschungsreise, der Barlow-Heap-Expedition, die gleichzeitig aufbrach, wurden im Oktober 1871 unmittelbar nach ihrer Rückkehr beim großen Brand von Chicago vernichtet, sodass Morans Bilder und Jacksons Fotos an Bedeutung gewannen.
Die Sheepeater-Shoshonen lebten bis 1871 im Gebiet des heutigen Parks. Sie schlossen sich dann anderen Shoshonen-Gruppen in der Wind River Indian Reservation an. Inzwischen waren die weißen Siedler weit nach Westen vorgerückt und hatten nicht nur die Indianer verdrängt, sondern auch viele Tiere und Pflanzen. Die Rocky Mountains waren das letzte Rückzugsgebiet. Umweltschützer forderten ein geschütztes Gebiet für Tiere und Pflanzen. Die Berichte und Bilder der Teilnehmer der Expeditionen in die Yellowstone-Region mit ihren rund 10.000 heißen Quellen, darunter über 500 Geysire, beeindruckten die Parlamentarier in Washington, D.C. so sehr, dass sie 1872 ein Gesetz erließen, welches das Yellowstone-Gebiet vor Goldsuchern, Siedlern und Trappern schützen sollte. Am 1. März 1872 unterschrieb Präsident Ulysses S. Grant das Gesetz und gründete damit den ersten Nationalpark der Welt. Primäres Ziel der Gründung war nicht der Naturschutz, sondern „ein öffentlicher Park oder Vergnügungspark zur Wohltat und zum Vergnügen der Menschen“. Stark für die Parkgründung lobbyiert hatte die Northern Pacific Railway, die hoffte, so ihre Züge besser auslasten zu können.
Während der folgenden fünf Jahre leitete Nathaniel P. Langford als ehrenamtlicher Superintendent den Park – die USA stellten keine Gelder für den Park zur Verfügung. Sein Nachfolger war Philetus Walter Norris, nach dem eine Ortschaft im Park benannt wurde. Während seiner Amtszeit sprach der Kongress dem Superintendenten einen Lohn sowie minimale Gelder für die Betreibung des Parks zu. Norris verwendete die Gelder zur besseren Erschließung des Parks. Außerdem stellte er Harry Yount (bekannt als Rocky Mountain Harry) ein, um der Wilderei und dem Vandalismus Einhalt zu gebieten. Heute betrachtet man Harry Yount als den ersten Park-Ranger.
1876 trieb es die Hunkpapa-Lakota unter Sitting Bull in den Park auf der Suche nach Jagdbeute, die es weiter östlich in den Great Plains kaum noch gab. Ein Jahr später im Nez-Percé-Krieg flohen Chief Joseph und seine Nez Percé durch den Yellowstone, bevor die US-Armee sie kurz vor der kanadischen Grenze abfangen konnte. Seit 1880 leben keine Indianer-Gruppen mehr im Yellowstone-Gebiet.
Nach der Eröffnung des Parks kamen viele Reisende zunächst vor allem zu ihrem Jagdvergnügen in den Park. 1883 erschloss die Northern Pacific Railroad den Yellowstone-Nationalpark durch eine Station in Livingston, nördlich des Parks. Zur Einweihung der neuen Linie lud die Eisenbahngesellschaft 365 Journalisten und Prominente, unter ihnen den ehemaligen US-Präsidenten und Park-Gründer Ulysses S. Grant, zu einer kostenlosen Fahrt zum Yellowstone ein. Der Extrazug verließ New York am 29. August und erreichte den Nationalpark am 6. September. Northern Pacific Railroad nannte die neue Linie The Wonderland Route und vermarktete den Park im Stile der Wild-West-Show von Buffalo Bill.
Auf Norris folgten drei weitere Superintendenten, die jedoch der Zerstörung der natürlichen Ressourcen im Park ebenso wenig Einhalt gebieten konnten. Deshalb wurde die Leitung des Parks 1886 der US-Armee anvertraut und mit dem National Park Protection Act 1894 die gesetzliche Grundlage für seinen Schutz geschaffen. Im Fort Yellowstone bei der heutigen Ortschaft Mammoth Hot Springs waren während der militärischen Führung Truppen stationiert.
Ab 1915 durften Autos in den Nationalpark fahren. 1916 übernahm der neu gegründete National Park Service die Verantwortung. In jenem Jahr sahen sich 35.800 Touristen, die zur Hälfte mit dem Auto anreisten, den Park an, was unter anderem zu Lärmbelästigungen führte. Bis heute gehört es zu den Aufgaben des National Park Services, die Balance zwischen der Zufriedenheit der Besucher und dem Naturschutz herzustellen.
Im Sommer 1936 arbeitete der spätere US-Präsident Gerald Ford als Park-Ranger im Yellowstone-Nationalpark. Er war für die Bärenfütterung zuständig. Bis zum Beginn des Zweiten Weltkriegs stieg die Besucherzahl kontinuierlich an bis auf 581.000 Besucher pro Jahr (1941). Sie sank dann auf 85.000 (1944) und nahm nach dem Krieg wieder stark zu, von 815.000 im Jahr 1946 auf über eine Million zwei Jahre später. 1965 überschritt sie erstmals die Zwei-Millionen-Grenze.

## Geographie und Geologie

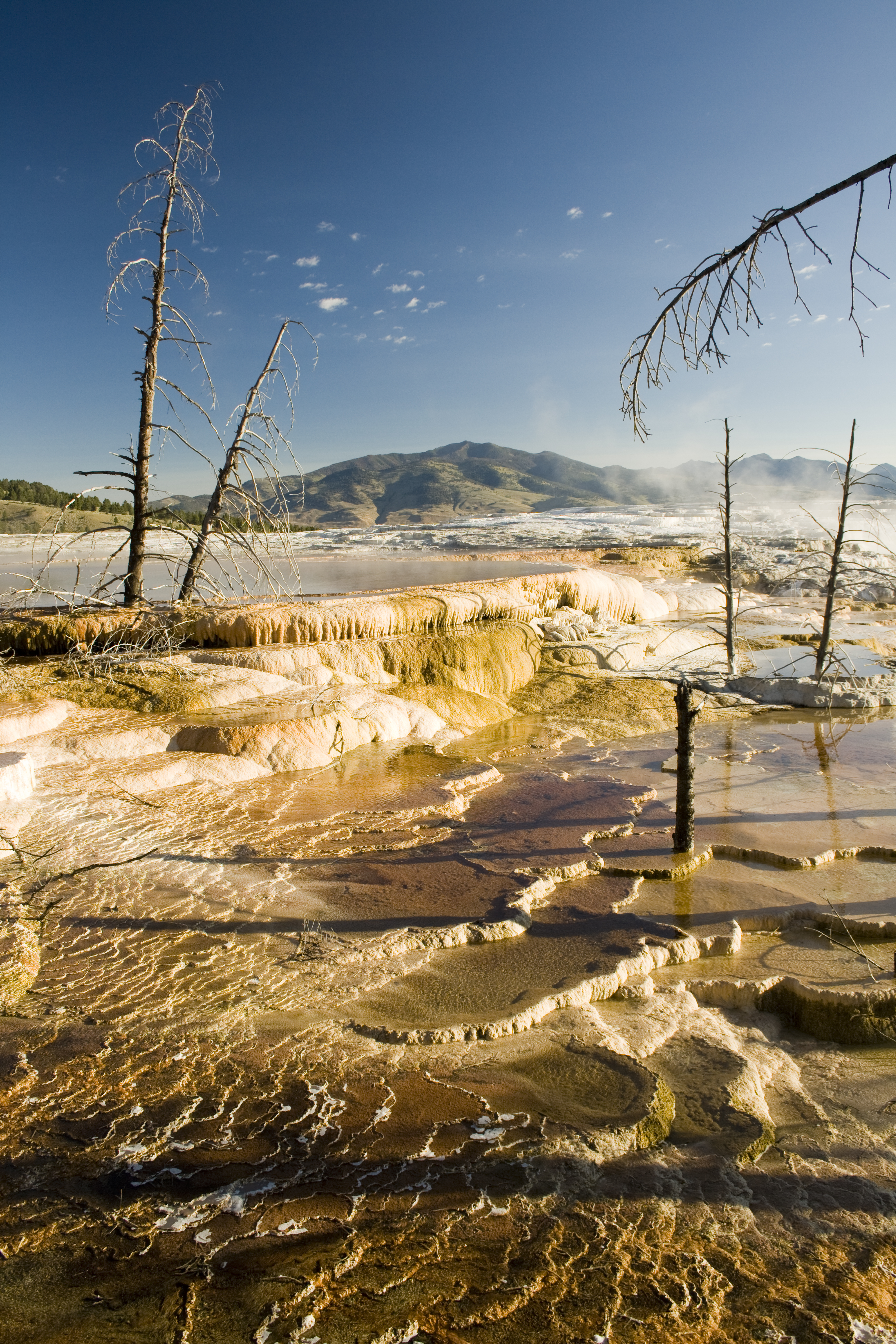
Mammoth Hot Springs

Der Yellowstone-Nationalpark liegt mit 96 Prozent der Fläche beinahe vollständig im US-Bundesstaat Wyoming, 3 Prozent liegen in Montana sowie 1 Prozent in Idaho. Mit 8987 km² Fläche gehört er zu den größten Nationalparks der USA. Die Fläche des Nationalparks entspricht in etwa der Größe Korsikas. Die Nord-Süd-Ausdehnung beträgt 102 Kilometer, die Ost-West-Ausdehnung 87 Kilometer. Der Yellowstone-Nationalpark ist Teil der Rocky Mountains und liegt durchschnittlich etwa 2440 Meter über dem Meeresspiegel. Eagle Peak, der höchste Punkt des Parks, liegt auf 3462 Metern, der tiefste Punkt, beim nördlichen Eingang, auf 1620 Meter Höhe.
Der Nationalpark liegt zu weiten Teilen in der vor rund 640.000 Jahren entstandenen Caldera des Yellowstone-Vulkans, über der Magmakammer, die in mehr als 8 Kilometern Tiefe liegt. Die Magmakammer ist rund 80 Kilometer lang, 40 Kilometer breit und 10 Kilometer mächtig. Damit zählt der Yellowstone-Vulkan zur Gruppe der Supervulkane. Er ist der größte Supervulkan auf dem amerikanischen Kontinent.

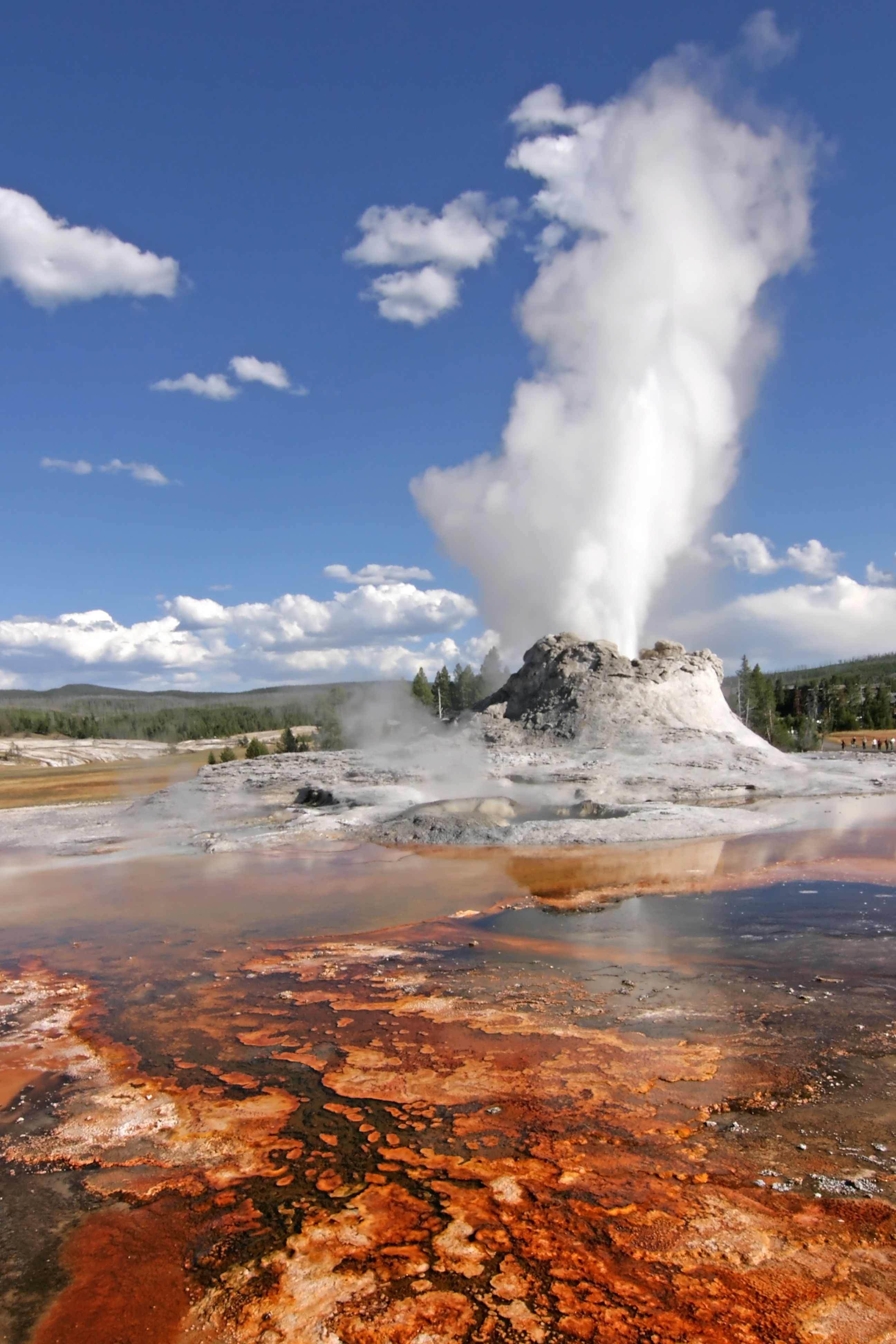
Castle-Geysir

Der Park ist berühmt für seine vulkanogene Landschaft mit Geysiren, Fumarolen, Schlammtöpfen und heißen Quellen. 62 Prozent sämtlicher weltweit existierenden heißen Quellen liegen im Yellowstone-Gebiet, dies sind etwa 10.000, davon über 500 Geysire, somit hat der Yellowstone-Nationalpark die höchste Dichte an Geysiren.  Von den über 300 Geysiren im Nationalpark erfreut sich besonders der Geysir Old Faithful im oberen Geysir-Becken bei Touristen großer Beliebtheit, denn er spuckt sein Wasser in ungewöhnlicher Regelmäßigkeit in Abständen von etwa 60 bis 90 Minuten aus (Stand 2018). Mit dem Steamboat-Geysir beheimatet der Park auch den größten aktiven Warmwasser-Geysir der Welt. Er befindet sich im Norris-Geysir-Becken.
Die größte heiße Quelle im Yellowstone-Nationalpark und die drittgrößte weltweit, die Grand Prismatic Spring, befindet sich im mittleren Geysir-Becken. Im unteren Geysir-Becken befinden sich u. a. der Great-Fountain-Geysir und die beiden Quellen Octopus Spring und Mushroom Spring, der nordöstliche Ausläufer wird als Culex-Becken bezeichnet. Das größte Geysir-Becken am Ufer des Yellowstone Lakes ist West-Thumb-Geysir-Becken (mit Potts-Becken im Norden und Abyss Pool).
Ursache für die vulkanogenen Aktivitäten ist die Magmakammer des Vulkans, die das von Bergen herabfließende und im porösen Lavagestein versickernde Wasser erwärmt. In heißen Quellen, Geysiren oder blubbernden Schlammlöchern tritt das versickerte Wasser wieder an die Erdoberfläche.
Kleinere Vulkanausbrüche in einem Zeitraum von 630.000 bis 70.000 Jahren vor unserer Zeit füllten die Caldera beinahe vollständig mit Lavagestein. So liegt der Park heute auf einem Hochplateau auf rund 2400 Meter Höhe und ist beinahe rundherum begrenzt durch Bergketten der mittleren Rocky Mountains, deren Spitzen zwischen 3000 und 4300 Meter hoch sind. Im Nordwesten liegt die Gallatin Range, im Norden die Beartooth Mountains, im Osten die Absaroka Range, im Süden die Teton Range und im Westen die Madison Range. Der bekannteste Berg auf dem Hochplateau selbst ist der Mount Washburn mit einer Höhe von 3122 Metern. Teil des Yellowstone-Plateaus ist der Yellowstone Lake, der größte Bergsee in Nordamerika. Teilweise außerhalb des Parks liegt die Island Park Caldera, ein Plateau, das von niedrigen Hügeln umringt ist.
Die nordamerikanische Hauptwasserscheide verläuft diagonal durch den südwestlichen Teil des Parks. Dabei handelt es sich um eine Gratlinie, die den Wasserabfluss in den Pazifik und in den Atlantik trennt. Drei größere Flüsse entspringen in den Bergen des Parks. Der Yellowstone River gab dem Nationalpark den Namen. Er verlässt den Nationalpark im Norden und fließt über den Missouri River, den Mississippi River und den Golf von Mexiko letztlich in den Atlantik. Das Wasser des Madison River fließt im Westen ab und endet via das Missouri-Mississippi-Flusssystem ebenfalls im Atlantik. Der Snake River fließt im Süden aus dem Park und mündet in den Pazifik, obwohl sein Quellgebiet ganz in der Nähe der Quelle des Yellowstone River liegt. Insgesamt finden sich im Park 290 Wasserfälle mit einer Fallhöhe von mindestens 4,5 Metern, darunter die benachbarten Lower Falls, mit 94 Metern die höchsten Fälle des Parks, und Upper Falls im Grand Canyon of the Yellowstone sowie der Tower Fall bei der Mündung des Tower Creek in den Yellowstone River.
Der Nationalpark lässt sich in fünf Zonen (Countries) einteilen. Das Mammoth Country liegt im Nordwesten des Parks und ist vor allem von den thermalen Quellen und den Kalkterrassen bei Mammoth Hot Springs geprägt. Hier können oft Wapiti-Herden beobachtet werden. Das Roosevelt Country im Nordosten ist von Touristen am wenigsten besucht. In dieser hügeligen Landschaft finden sich viele Wildtiere wie Hirsche und Bisons. Der Westen des Parks, das Canyon Country, wird durch den bis zu fast 400 Metern tiefen Grand Canyon of the Yellowstone mit seinen Wasserfällen und durch das Hayden Valley mit seinen großen Bisonherden bestimmt. Das Lake Country im Südosten mit verschiedenen Seen wie dem Yellowstone Lake oder dem Heart Lake bietet Tieren wie Fischen, Greifvögeln, Elchen und Bären eine Heimat. Der Südwesten ist das Gebiet mit den meisten Geysiren und heißen Quellen des Parks, darunter dem Old Faithful und dem Steamboat-Geysir. Es wird entsprechend Geyser Country genannt.
In den letzten rund 300.000 Jahren wurde die Oberfläche des Parkgebietes durch die Gletscher der Eiszeitalter geprägt. In drei Kaltzeiten bildeten sich ein großer Plateaugletscher im Zentrum des heutigen Parks und mehrere Gletscher ausgehend von der Absaroka Range im Osten. Zusammen bedeckten sie das Parkgebiet nahezu vollständig und reichten im Norden und Süden weit über seine Grenzen. Spuren der Vergletscherung zeigen sich bis heute in Form der Seenbecken im Park, insbesondere des Yellowstone Lakes, den Trogtälern in den Gebirgsanteilen des Parks und in den mit Kies, Sanden und Seeton ausgefüllten Tälern am Slough Creek im Nordosten des Parks und am Oberlauf des Yellowstone Rivers, wo die Flüsse in einer weiten Talebene mäandrierend ihr Bett gestalten. Findlinge im Nordosten des Parks, nahe der Straße nach Cooke City stammen ebenfalls aus der letzten Eiszeit. Der Wald kehrte vor rund 10.500–9500 Jahren in das Gebiet des Nationalparks zurück.

## Klima
Das Klima im Yellowstone-Nationalpark ist vor allem durch die Lage in den Rocky Mountains geprägt. In Mammoth Hot Springs liegt die Durchschnittstemperatur der Tagestiefstwerte im Januar bei −13 °C und im Juli der Tageshöchstwerte bei 27 °C. Mit plötzlichen Wetterwechseln muss im Park das ganze Jahr über gerechnet werden.
Im Sommer sind in den tiefer gelegenen Gebieten tagsüber Temperaturen von 25 °C üblich, gelegentlich erreichen sie 30 °C. Nachmittags kommt es oft zu Gewittern. Die Nächte sind auch im Sommer kühl; in den Bergen können die Temperaturen unter den Gefrierpunkt fallen. Im Winter bewegen sie sich tagsüber typischerweise zwischen −20 °C und −5 °C. Die mit 37 °C höchste Temperatur wurde 1936 im Lamar Valley gemessen, die niedrigste mit −54 °C im Jahr 1933 in Madison.

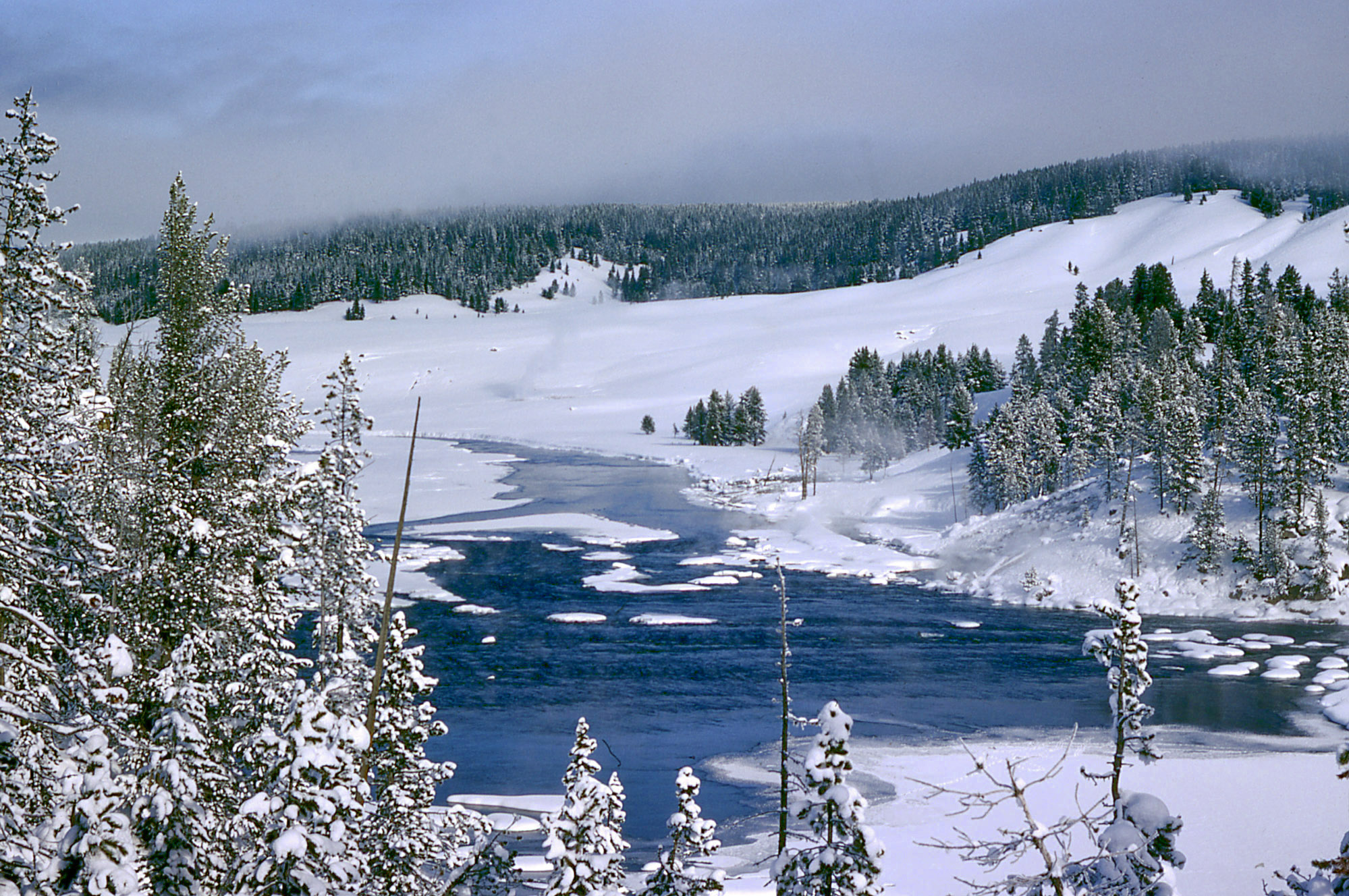
Winter im Yellowstone

Durchschnittlich fallen jährlich 183 cm Schnee, in höheren Regionen deutlich mehr als in den Tälern. Gelegentlicher Schneefall ist auch im Frühling und Herbst normal. Die durchschnittlichen Niederschläge reichen von 26 cm pro Jahr bei Mammoth Hot Springs im Norden bis zu 205 cm im Südwesten des Parks.
Tornados im Yellowstone-Nationalpark sind selten. Am 21. Juli 1987 wurde mit dem Teton-Yellowstone Tornado der mächtigste Tornado im Park gemessen. Die Windgeschwindigkeiten von 333 bis 418 km/h erreichten Stärke F4 auf der Fujita-Skala. Der Tornado hinterließ in der Teton Wilderness und im Yellowstone-Nationalpark eine ein bis zwei Meilen (1,6 bis 3,2 Kilometer) breite Schneise mit einer Länge von 38 Kilometern.
2005 fanden Forscher in der Nähe von Mammoth Hot Springs mehrere noch lebende, rund 1500 Jahre alte Wacholder-Bäume und in den Absaroka-Bergen eine beinahe 2000 Jahre alte Kiefer (Pinus flexilis). Diese Bäume werden nun eingehend untersucht. Wissenschaftler erhoffen sich neue Erkenntnisse über die klimatischen Gegebenheiten der letzten zwei Jahrtausende.
Im Juni 2022 führte eine Kombination von starken Regenfällen und einer rapiden Schneeschmelze zu Überschwemmungen und Erdrutschen. Der Nationalpark musste geschlossen werden. Gardiner (Montana) war von der Außenwelt abgeschnitten. Der Yellowstone River erreichte eine Rekord-Höhe von 13,88 Fuß (4,23 Meter). Die Aufräumarbeiten besonders im nördlichen Teil werden Monate dauern. Der südliche Rundkurs (southern loop) konnte bereits am 22. Juni wieder geöffnet werden; auch ein Großteil des nördlichen Rundkurses (northern loop) war ab dem 2. Juli 2022 wieder befahrbar. Weiterhin geschlossen blieben der nördliche und der nordöstliche Parkeingang.

## Flora und Vegetation

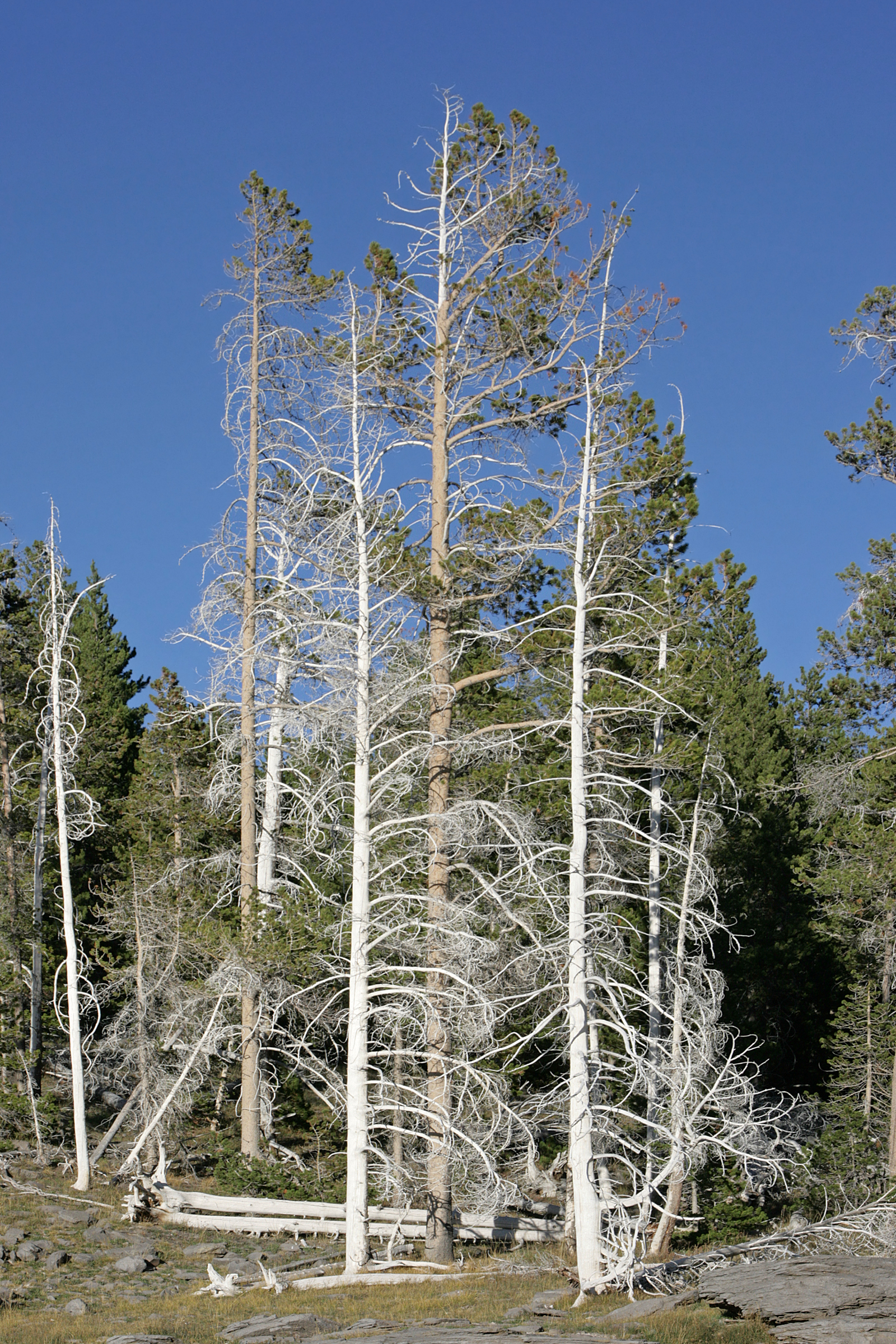
Bäume in unmittelbarer Nähe des Grand-Geysirs

Rund 80 Prozent der Parkfläche sind von Nadelwald überzogen, der Rest teilt sich in Wiese (15 Prozent) und Wasser (5 Prozent) auf. Der Nadelwald herrscht besonders innerhalb der Caldera vor. Er besteht zu rund drei Vierteln aus langnadligen Küsten-Kiefern (subsp. latifolia), daneben sind verschiedene Fichten- und Espenarten im Park verbreitet, in Gebieten mit vulkanischer Erde besonders die Engelmann-Fichte. In höheren Lagen machen Weißstämmige Kiefern (Pinus albicaulis) einen bedeutenden Anteil der Wälder aus, in tieferen Lagen Douglasien.
Nicht bewaldete Gebiete sind vielerorts – besonders im nördlichen Bereich des Parks – eine Wüsten-Beifuß-Steppe. Sie wird von Gräser-Arten wie dem Idaho-Schwingel (Festuca idahoensis) dominiert. In feuchteren Gebieten wachsen sowohl Gräser als auch Seggen, Binsen und Hochstauden. Auf den Wiesen blühen im Frühling unter anderem Tellerkräuter (Claytonia), Großblütige Hundszähne (Erythronium grandiflorum) und Dicentra uniflora (Longhorn Steer’s-head). Im Sommer werden sie abgelöst durch Balsamorhiza sagittata (Arrowleaf Balsamroot), Flammenblumen (Phlox), Bartfaden (Penstemon) und Lupinen. Goldruten (Solidago) und Enziane (Gentiana) künden jeweils den Herbst an.
Insgesamt finden sich 186 bekannte Flechten- und etwa 2000 Pflanzenarten im Park, darunter 12 Baum- und über 60 Wildblumenarten, wovon 12 Orchideenarten sind. Einige dieser Pflanzen gibt es ausschließlich im Nationalpark. Die heißen Quellen beeinflussen die Vegetation des Parks. Für die meisten Pflanzen ist eine direkte Berührung mit dem silikathaltigen, warmen Wasser zerstörend. Andere wiederum verändern dadurch ihren Wachstumsrhythmus.

## Fauna

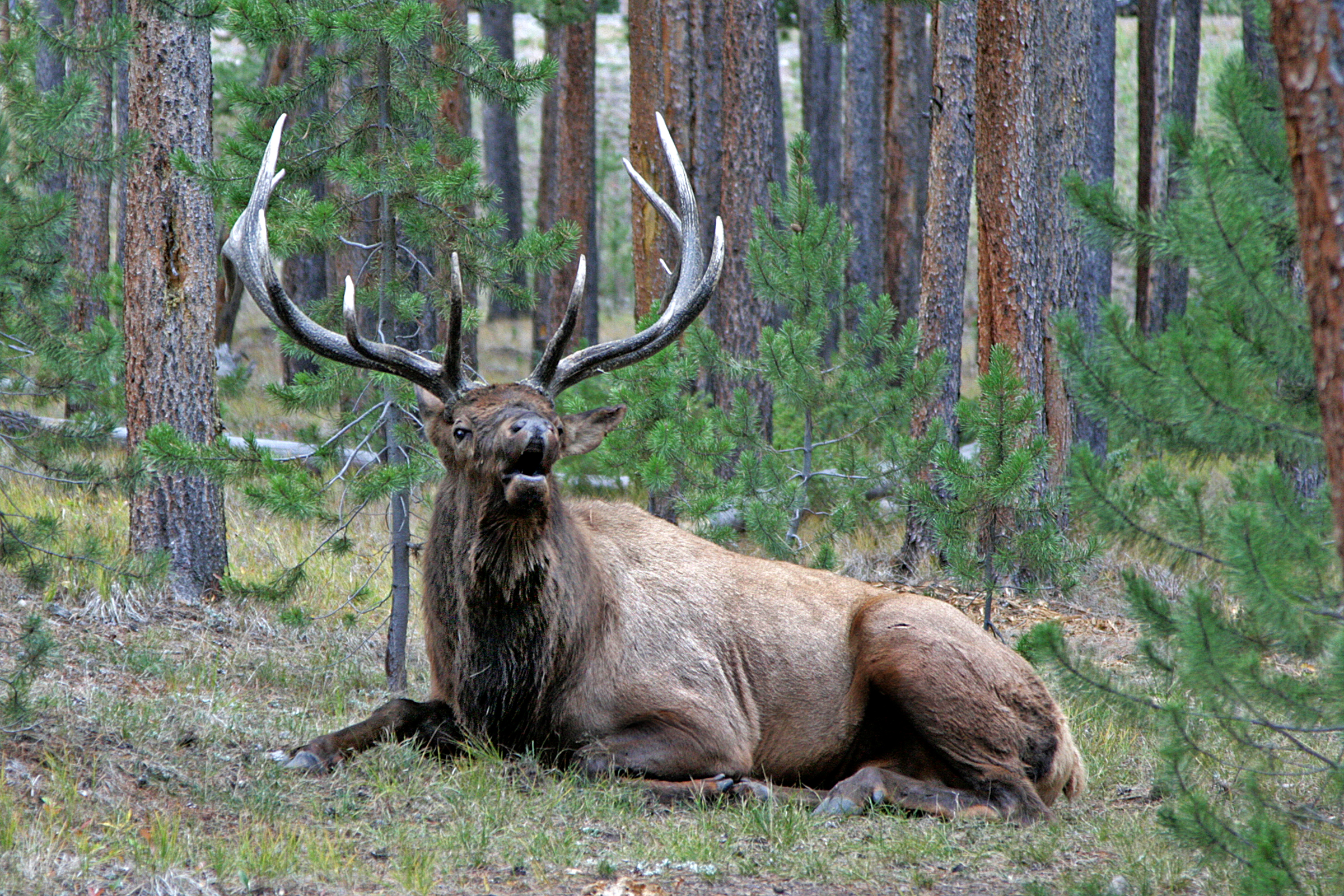
Wapiti-Hirsch nahe Madison Junction

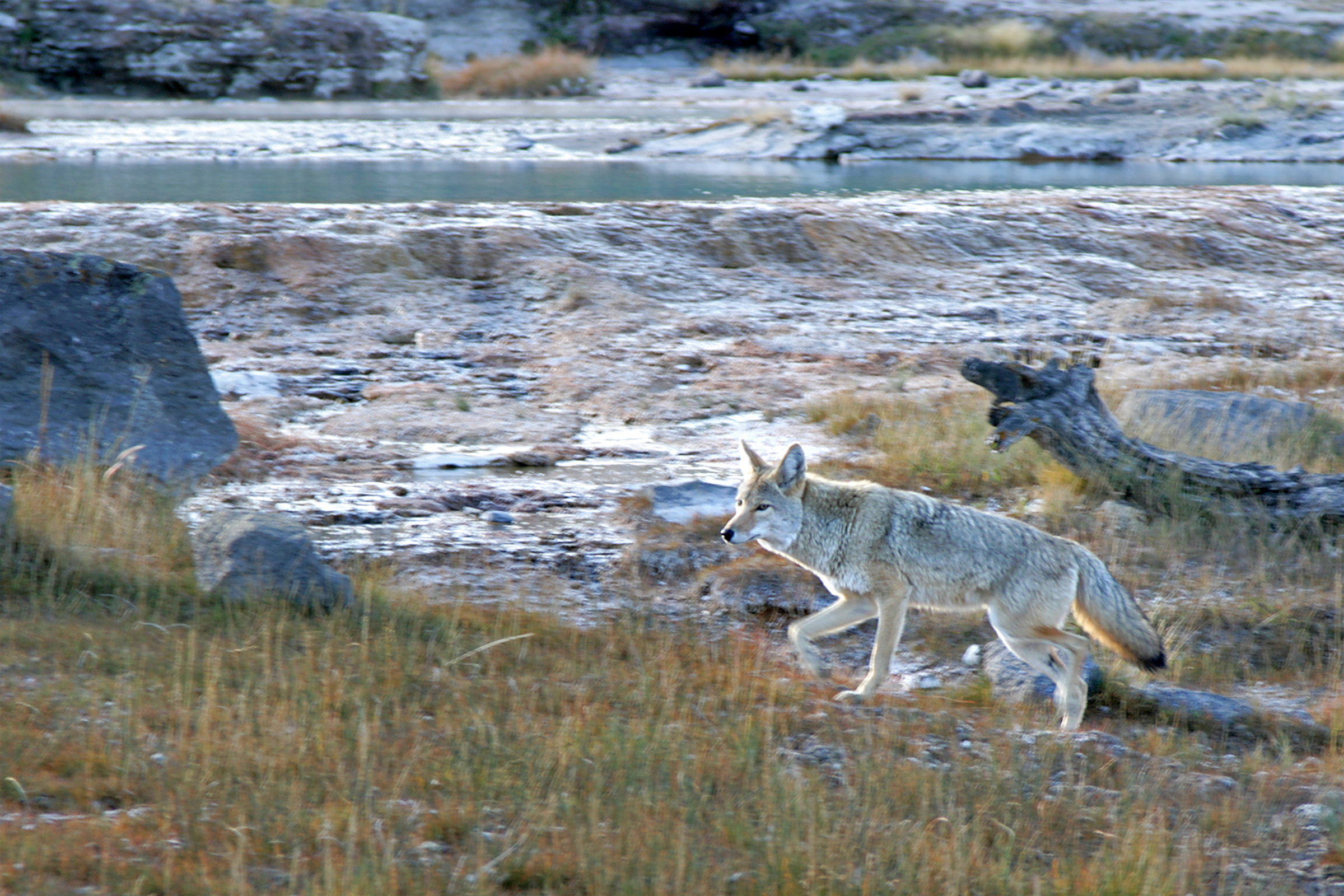
Kojote im Südwesten des Yellowstone-Parks

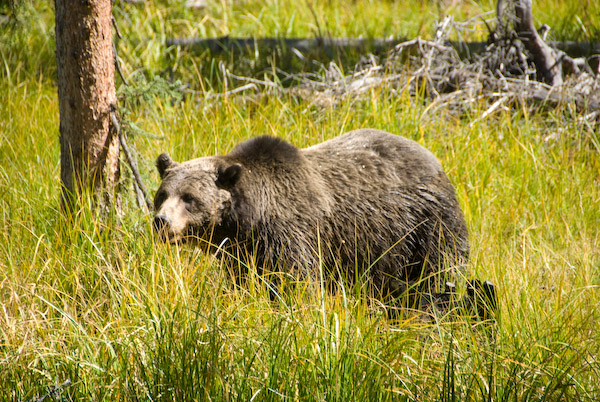
Grizzlybär im Yellowstone-Nationalpark

Der Park ist Rückzugsgebiet für selten gewordene Tierarten, zum Beispiel Bisons und Gabelböcke. In den tiefer gelegenen Gebieten des Parks sind Maultierhirsche, Pumas und Luchse heimisch, in den höheren Lagen Dickhornschafe und Schneeziegen. Wapitis finden sich vor allem in der Region um Mammoth Hot Springs. Weitere Säugetiere des Parks sind Elche, Schwarzbären, mindestens acht Fledermaus-Arten (wobei die Kleine Braune Fledermaus mit Abstand am häufigsten vorkommt) und im Hinterland Grizzlybären, Wölfe und Kojoten, aber auch Streifenhörnchen, Grauhörnchen, Silberdachse, Biber, Murmeltiere, Baumstachler, Bisamratten sowie gegen 40 weitere Arten.
Angriffe von Bären auf Menschen sind eher selten, denn Bären meiden die Nähe des Menschen. Lediglich wenn ein Tier bedrängt wird oder Junge bei sich hat, kann es zu gefährlichen Begegnungen zwischen Bär und Mensch kommen. Die meisten Unfälle mit Wildtieren passieren mit Bisons. Viele Besucher verkennen, dass auch dies Wildtiere sind und unterschätzen die Möglichkeiten dieser Tiere. Bisons sind unberechenbar und können sehr rasch auf über 50 km/h beschleunigen und diese Geschwindigkeit über einen längeren Zeitraum aufrechterhalten.
Von den 18 Fischarten des Parks sind besonders die Yellowstone-Cutthroat-Forellen (Oncorhynchus clarki bouvieri) bei Anglern sehr begehrt. Die Yellowstone-Cutthroat-Forellen werden allerdings von den eingeführten, nicht heimischen Seeforellen verdrängt. Im Clear Creek östlich des Yellowstone Lakes wurden in den 1970er Jahren über 70.000 Yellowstone-Cutthroat-Forellen gezählt, im Frühling 2006 lediglich noch 471.
Es wurden 318 Vogelarten (Stand April 2004) offiziell registriert. Zu den häufig vorkommenden Vogelarten zählen hier unter anderem die Zimtente, die Breitschwanzelfe (eine Kolibriart), der Rotnacken-Saftlecker (eine Spechtart), Meisenhäher und Diademhäher, Elster, Nashornpelikan, Ohrenscharbe, Spatelente, Bartkauz und Kanadakranich. Mit etwas Glück sieht man Weißkopfseeadler, Habichte, Felsengebirgshühner und Kiefernsaftlecker. Von den seltener vorkommenden Vögeln sind Eistaucher, Kragenente, Fischadler, Wanderfalke und Trompeterschwäne zu erwähnen. In den vom Feuer heimgesuchten Waldgebieten bieten sich gute Gelegenheiten Fichtenspecht und Schwarzrückenspecht zu beobachten. 1998 wurden im Park auch zwei Schreikraniche gesichtet. Dies ist allerdings eine absolute Ausnahme.
Das kühle und trockene Klima limitiert die Reptilien im Park auf sechs und die Amphibien auf vier Arten.
- Reptilien: Prärieklapperschlange, Bullennatter, Kalifornische Strumpfbandnatter, Wandernde Strumpfbandnatter, Gummiboa sowie der Stachelleguan Sceloporus graciosus (engl. Sagebrush Lizard).
- Amphibien: Westliche Kröte, Chorfrosch, Tigersalamander sowie die Frosch-Art Rana pretiosa (engl. Oregon Spotted Frog).

Die Größe der Amphibien-Populationen reduzierte sich zwischen 1992 und 2008 auf weniger als die Hälfte, da Teiche aufgrund der Klimaerwärmung austrockneten.

## Thermophile Archaeen, Bakterien und Algen

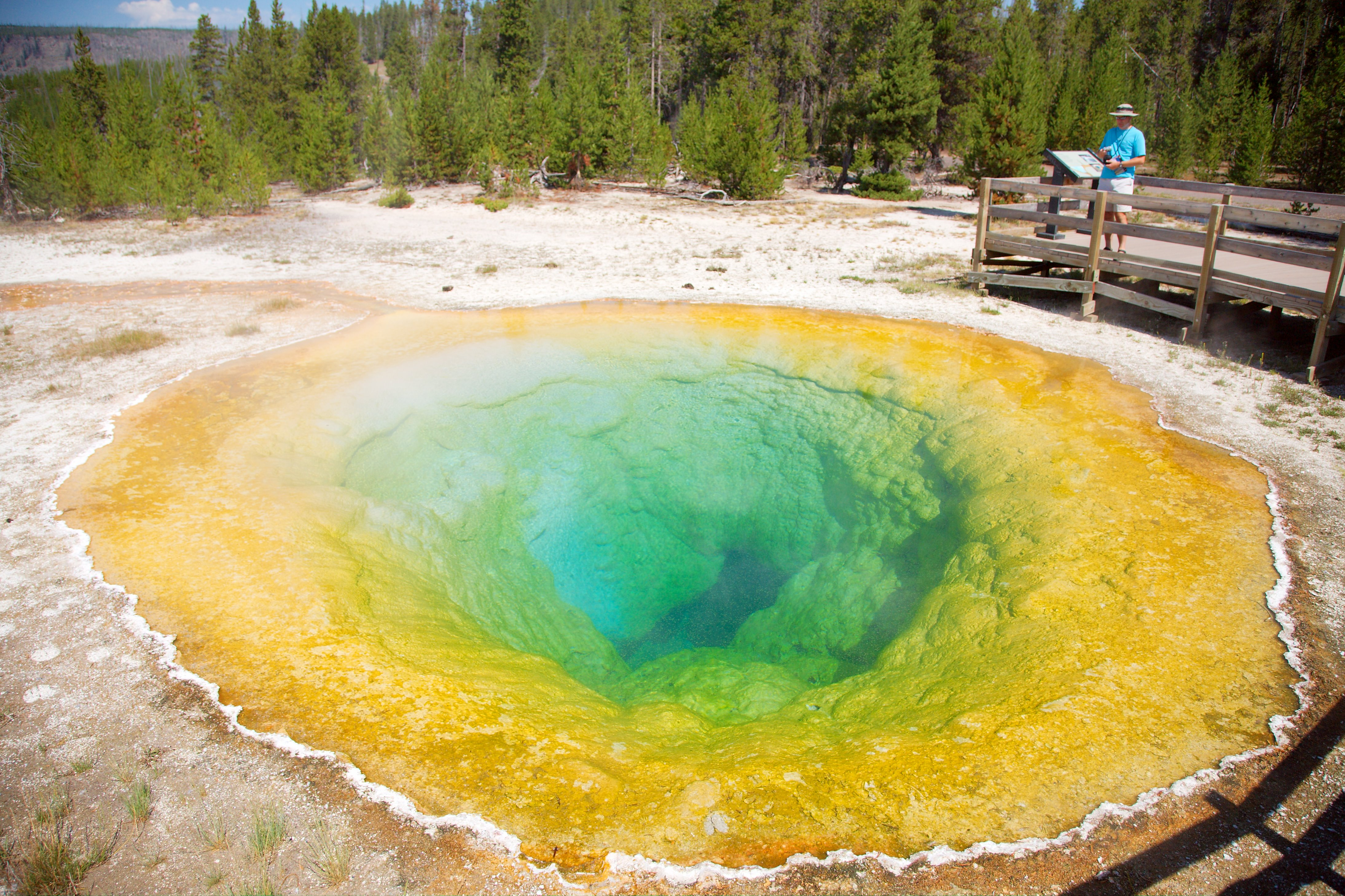
Morning Glory Pool

In den heißen Quellen des Yellowstone-Nationalparks leben verschiedenste thermophile Archaeen, Bakterien und Mikroalgen. Nur wenige dieser mikrobiellen Lebensgemeinschaften sind wissenschaftlich erforscht, beispielsweise die vom Culex Basin oder vom Obsidian Pool. Zu den wichtigsten erforschten thermophilen Bakterien, die im Yellowstone-Nationalpark entdeckt wurden, gehören Thermus aquaticus (gefunden in der Mushroom Spring und in der Octopus Spring) und verschiedene Cyanobakterien. 2009 wurde bei eukaryotischen Algen der Gattung Cyanidioschyzon des Parks entdeckt, dass sie die hohe Arsenkonzentrationen tolerieren und das Arsen in komplexe organische Verbindungen binden. Das Arsen ist in dieser Form für andere Organismen deutlich weniger verfügbar und entfaltet seine giftige Wirkung nicht mehr. Diese Algen existieren in Gewässern des Yellowstone-Nationalparks, die sich aus Geysiren und anderen Thermalquellen vulkanischen Ursprungs speisen. An einer Nutzung zur Abreicherung in Trinkwasser wird gearbeitet.
Der National Park Service schloss im August 1997 mit der US-Biotechfirma Diversa ein Abkommen, „in dem die Firma die geistigen Eigentumsrechte an den hitzestabilen Mikroorganismen erhielt, die in Geysiren und heißen Quellen des Parks leben. Dieses Abkommen geriet im März 1998 an das Licht der Öffentlichkeit, woraufhin mehrere NGOs gegen diesen Fall von Biopiraterie protestierten und rechtliche Schritte einleiteten. Im März 1999 wurde dieser Bioprospektionsvertrag schließlich durch ein US-Gericht annulliert.“
Die aus Quellen im Yellowstone-Nationalpark isolierten Bakterien und Archaeen bergen ein riesiges finanzielles Potenzial für Pharmakonzerne. Der Schweizer Konzern Roche beispielsweise vertreibt ein Enzym von Thermus aquaticus, die Taq-Polymerase, zur Vervielfältigung der Erbsubstanz (DNA) und erzielt damit Einnahmen in Milliardenhöhe. Gemäß einem Gerichtsurteil aus dem Jahre 2000 ist der National Park Service ermächtigt, künftig an Forschungsergebnissen, die im Yellowstone-Nationalpark erzielt wurden, finanziell teilzuhaben.

## Naturschutz

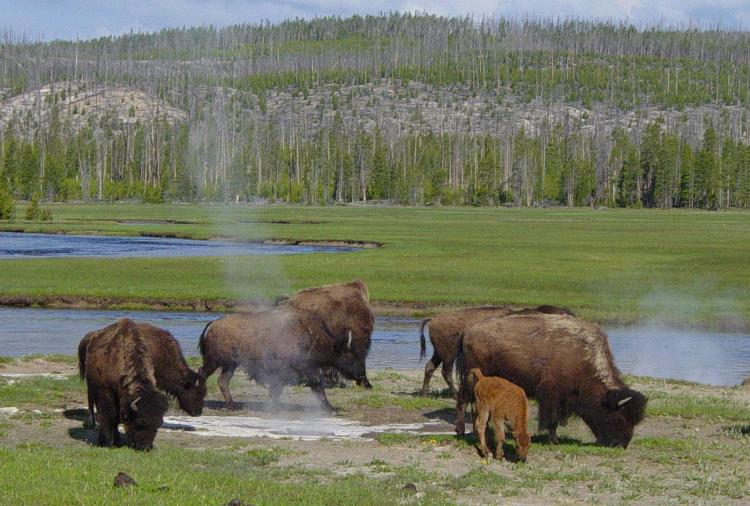
Bisons bei einer heißen Quelle

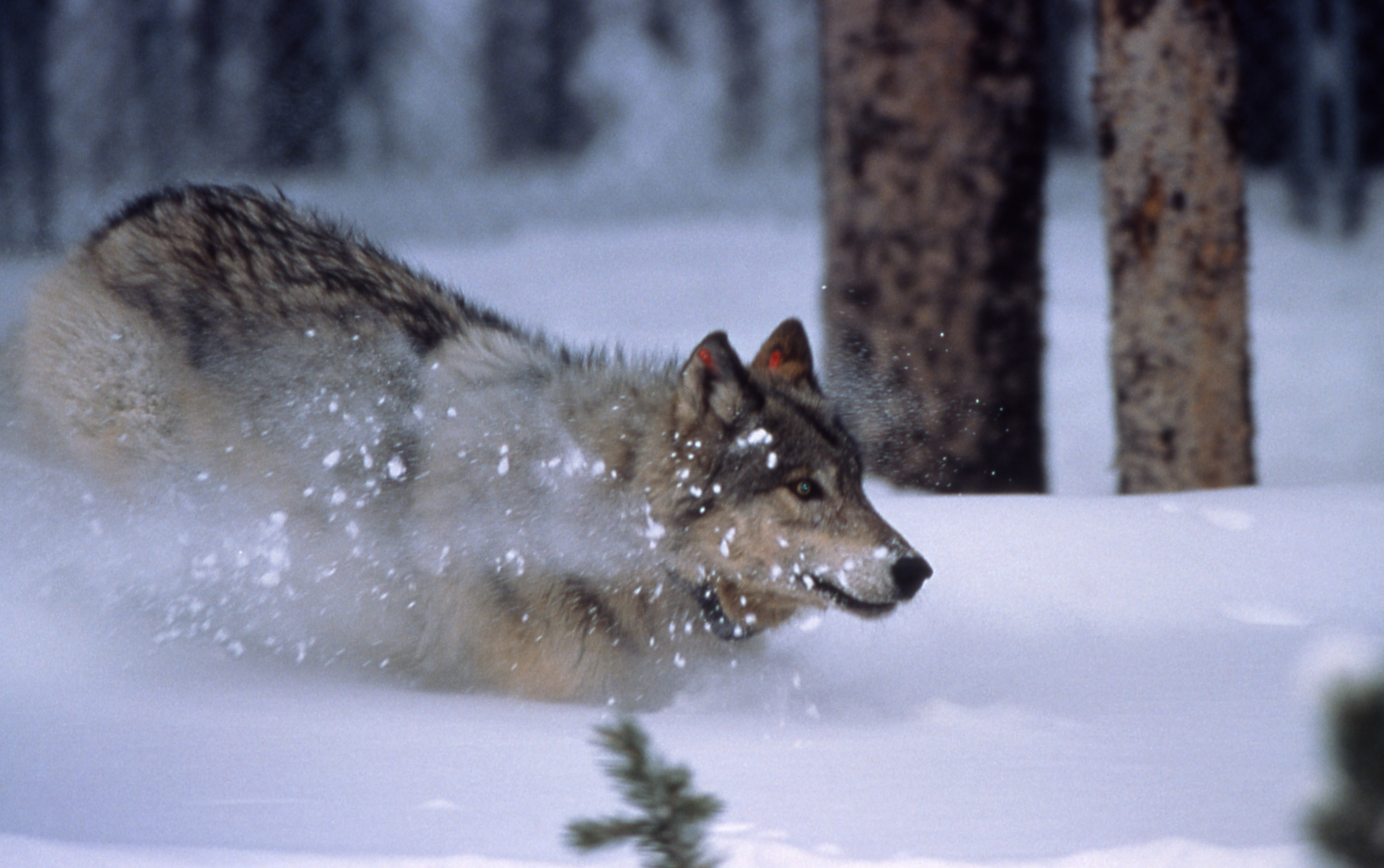
Wolf im Yellowstone

Naturschützer wie George Catlin und Henry David Thoreau hatten bereits vor der Gründung des Yellowstone-Nationalparkes als erstem Nationalpark überhaupt den Schutz von Natur und Tieren in der Yellowstone-Region gefordert. Bei der Gründung des Parkes waren entsprechende Schutzmaßnahmen jedoch nicht im Gesetz verankert; sie flossen erst mit der Zeit ein. Seit dem 15. Januar 1883, also mehr als zehn Jahren nach der Gründung, gilt für die meisten Tiere im Park ein Jagdverbot. Wilderer konnten rechtlich jedoch nicht belangt werden und so nutzten immer wieder Jagdlustige die Gelegenheit, Wildtiere zu schießen.
Mit dem National Park Protection Act (auch bekannt als Lacey Act) vom 7. Mai 1894 schuf das US-Parlament die rechtliche Grundlage zu einem tatsächlichen Schutz von Wildtieren, Vögeln und natürlichen Ressourcen. Das Gesetz verbietet das Töten von allen Tieren im Park, erlaubt ist einzig das Fischen ohne Netz. Bäume, Mineralien und Raritäten der Natur dürfen nicht beschädigt werden.
Zu diesem Zeitpunkt wurde der Bestand der Bisons im Park auf etwa 200 Tiere geschätzt und die Yellowstone-Herden bestanden aus den letzten wild lebenden Bisons. In den Jahren 1896 bis 1902 schwankten die Schätzungen der Park-Verantwortlichen zwischen 22 und 50 Bisons. 1902 kauften sie aus externen Bisonszuchten 15 Kühe und 3 Bullen und übersiedelten sie in ein dazu errichtetes Gehege südlich von Fort Yellowstone. Bis 1920 erholte sich die Bison-Population im Yellowstone auf rund 500 Tiere. Heute umfassen die Herden stabilisierte Bestände zwischen 3500 und 4500 Tieren, 2005 meldeten die Parkverantwortlichen einen Höchststand von rund 5000 Tieren. Jeweils im Winter ziehen die Bisons auf der Suche nach Nahrung nach Norden, etliche verlassen den Park. Die Farmer der Gegend fürchten, die Bisons könnten ihre Rinder mit Brucellose anstecken. Ob dies möglich ist, ist nicht erwiesen. Bisons außerhalb des Parks werden entweder zurückgejagt oder geschlachtet. Alljährlich werden rund 1500 Yellowstone-Bisons außerhalb des Parks getötet.
Seit 1886 ist der Grizzlybär im Yellowstone-Nationalpark geschützt. Von 1975 bis 2007 stand er auf der Liste der bedrohten und gefährdeten Arten des U.S. Fish and Wildlife Services und war somit auch außerhalb des Parks geschützt. Heute leben über 500 Tiere im Park oder im angrenzenden Gebiet; 1975 waren es 136 bis 312. 2009 wies ein Bezirksgericht in Montana den U.S. Fish & Wildlife Service an, den Grizzly wieder auf ihre Liste der bedrohten und gefährdeten Arten zu setzen.
In den 1970er Jahren gewöhnten sich Schwarzbären an die Touristen und fraßen Abfälle und menschliche Nahrung. Aufklärende Merkblätter und ein rigoroses Fütterungsverbot halten die Bären inzwischen erfolgreich von den Camping- und Picknickplätzen fern und schützen sie so vor Abhängigkeit. Heute ist das Füttern sämtlicher Tiere im Park verboten.
Die Wölfe der Yellowstone-Gegend wurden jahrelang gejagt und in den 1930er Jahren ganz ausgerottet. Als direkte Folge geriet das natürliche Gleichgewicht der Tierwelt durcheinander. Deshalb wurden 1995 erfolgreich 14 kanadische Wölfe angesiedelt und unter Schutz gestellt. Mittlerweile haben sich die Yellowstone-Wölfe mit eingewanderten Wölfen aus Kanada vermischt und ihre Population hat sich auf knapp 100 Tiere innerhalb des Parks (Ende 2009) und auf 1645 Tiere (Ende 2008) im Gebiet Idaho/Montana/Wyoming erhöht. Am 28. März 2008 sollten die Yellowstone-Wölfe deshalb von der Bundes-Liste der gefährdeten Arten entfernt werden. Der Schutz der Wolf-Population wäre vom US Fish & Wildlife Service an die drei betroffenen US-Bundesstaaten Wyoming, Montana und Idaho übergegangen. Das Vorhaben wurde im Juli 2008 nach Klagen einer Koalition von Naturschutzverbänden durch ein Bundesgericht gestoppt, weil die Maßnahmen in Wyoming das vom Bund vorgeschriebene Schutzniveau verfehlen und der Erhalt der Population dadurch nicht garantiert wird. Im August 2010 wurde der Klage stattgegeben mit der Begründung, die Wolf-Population in der Yellowstone-Gegend sei als Gesamtes zu betrachten. Im Mai 2011 wurde die Art schließlich in Idaho und Montana in die Zuständigkeit der Staaten übergeben und nachdem Wyoming ein ausreichendes Schutzgesetz erlassen hatte, wurde der Wolf zum Oktober 2012 auch dort aus dem Schutz des Bundes entlassen.
Seit Wiedereinführung der Wölfe hat die Wapiti-Population in der nördlichen Yellowstone-Gegend von 17.000–19.000 auf rund 4600 Tiere im Dezember 2010 abgenommen. Ein Hauptgrund nebst der größeren Dürre der letzten Jahre ist, dass Wapitis aufgrund der Wölfe im Winter in höhergelegene Gebiete mit weniger Nahrung ausweichen.

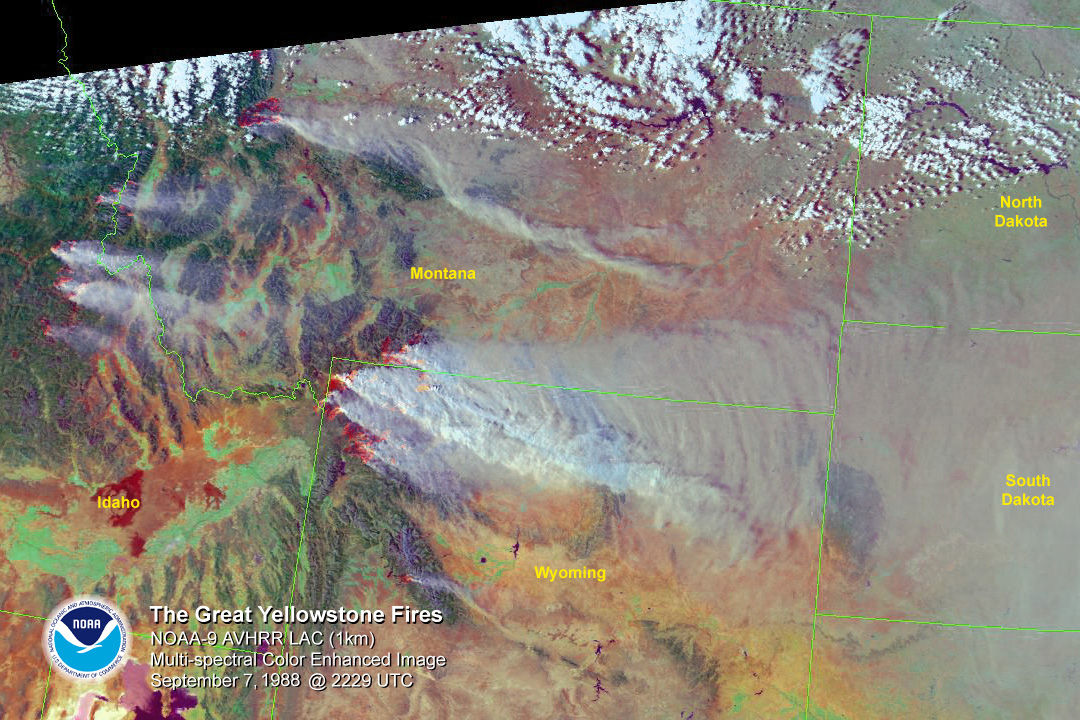
Waldbrand im Yellowstone

1988 gab es zuletzt einen großen Waldbrand (siehe Brände im Yellowstone-Nationalpark 1988), der beinahe 4000 km² des Parks erfasste: 2300 km² Wald verbrannten ganz, auf 1450 km² lediglich das Unterholz. Außerdem verbrannten auf 250 km² das Gras und gelegentlich Büsche. Früher hat man jede Art von Waldbrand sofort bekämpft, seit 1988 hat sich die Erkenntnis durchgesetzt, dass Waldbrände im Park etwas völlig Normales darstellen. Waldbrände werden nicht mehr bekämpft, sondern nur beobachtet, um ein unkontrolliertes Ausbreiten zu verhindern. Teilweise werden die Waldbrände absichtlich entfacht, damit es nicht zu solch katastrophalen Bränden wie jenem von 1988 kommt. Die Auswirkungen dieses Brandes waren noch nach über 20 Jahren an vielen Stellen deutlich zu sehen.

## Tourismus

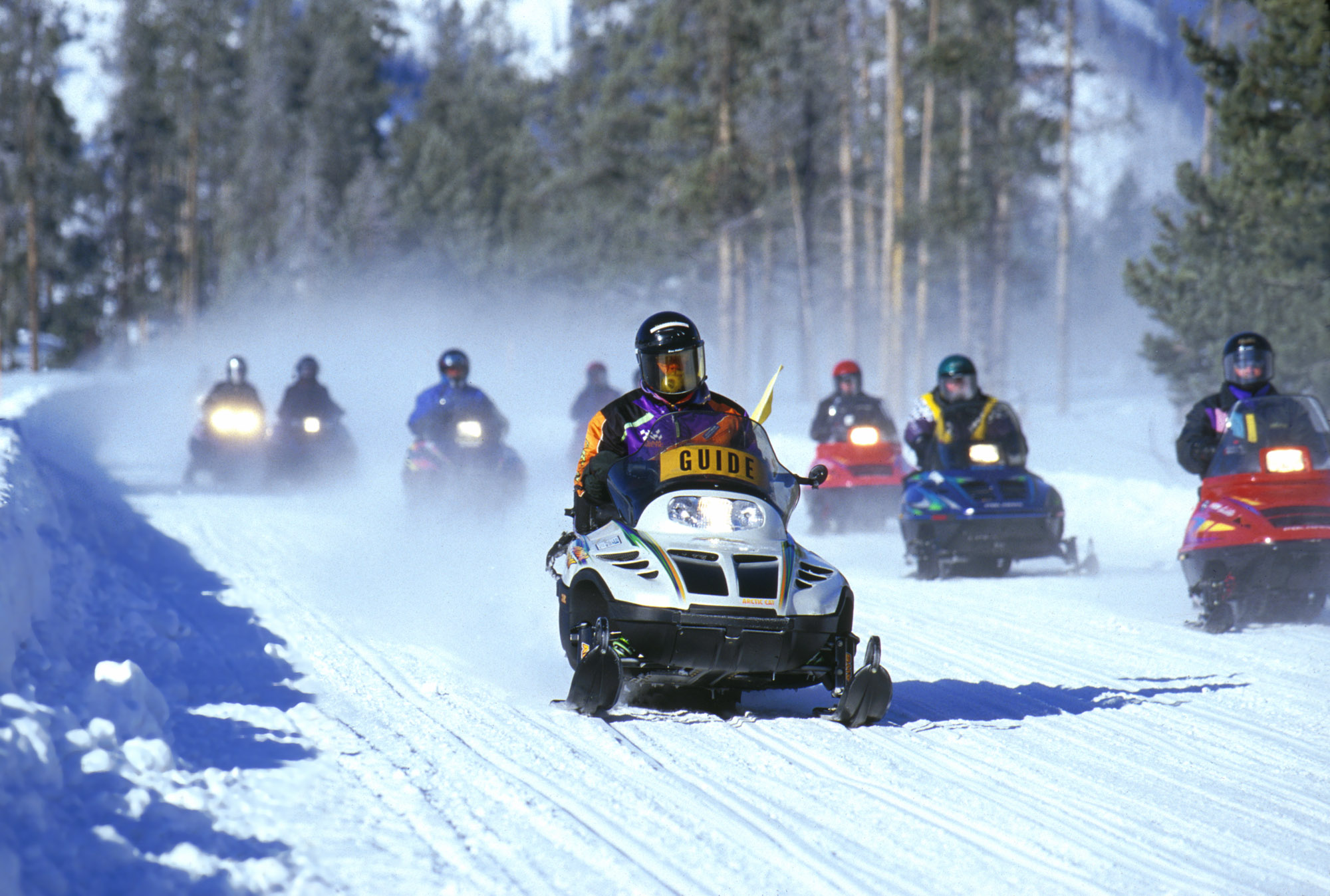
Schneemobile im Yellowstone

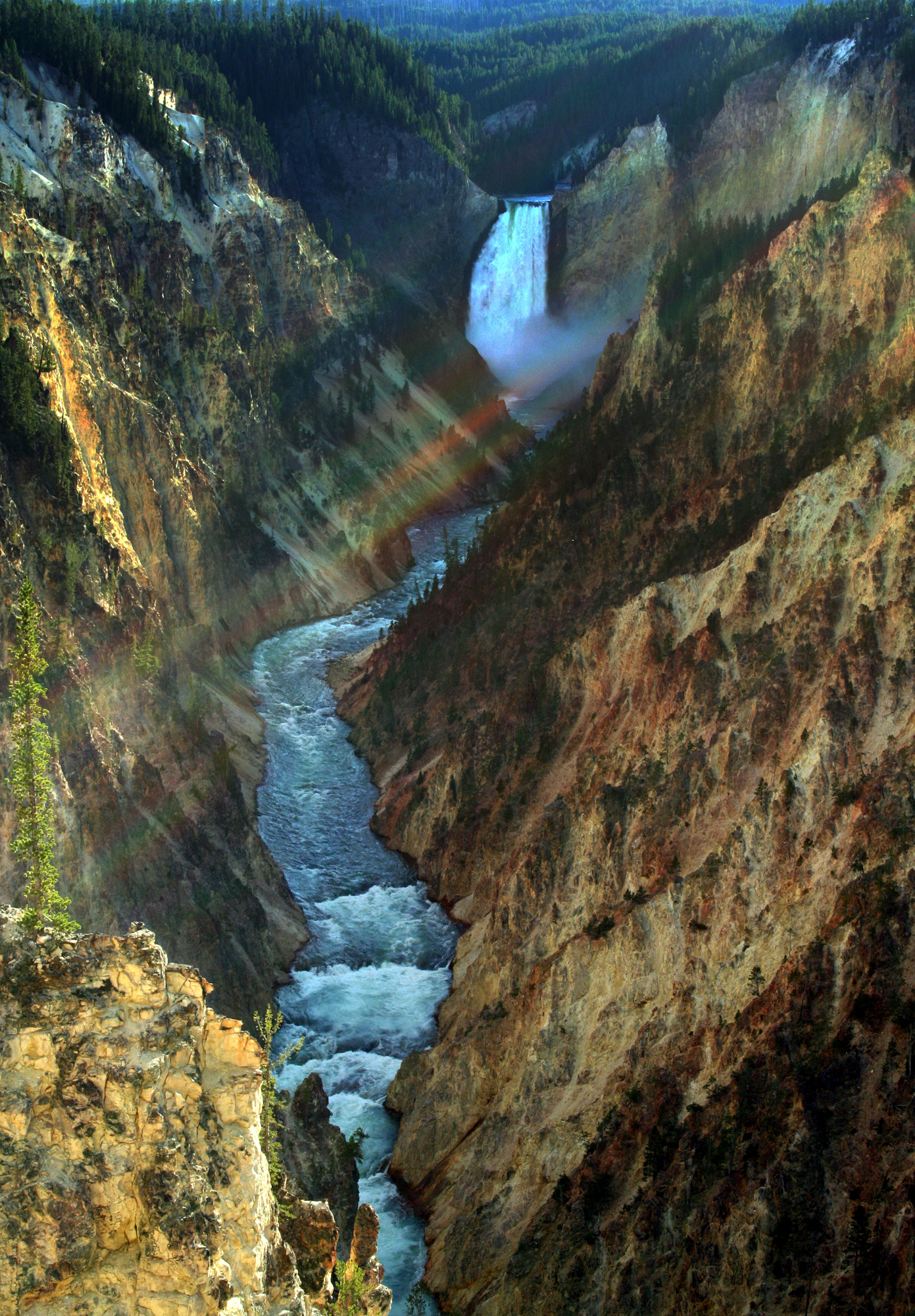
Lower Falls

Der Park kann über fünf Eingänge erreicht werden. Im Norden von Livingston und Gardiner (Montana), im Nordosten von Red Lodge und Cooke City über den Beartooth-Pass (Wyoming), im Osten von Cody, im Süden von Jackson und vom Grand-Teton-Nationalpark (Wyoming) über den John D Rockefeller, Jr. Memorial Parkway sowie im Westen von Idaho Falls (Idaho) und West Yellowstone (Montana). Er vereint verschiedenste Attraktionen: Geysire, heiße Quellen, einen tiefen Canyon, einen Fluss mit mehreren Fällen, Wälder, Seen, Berge, Wildnis und Wildtiere. Dementsprechend vielfältig sind die touristischen Möglichkeiten. Sie reichen von Wandern und Bergsteigen über Kajakfahren und Fischen bis zu Tierbeobachtung und Reiten. Wanderern bieten sich rund 2000 Kilometer markierte Wanderwege, verteilt über den gesamten Park.

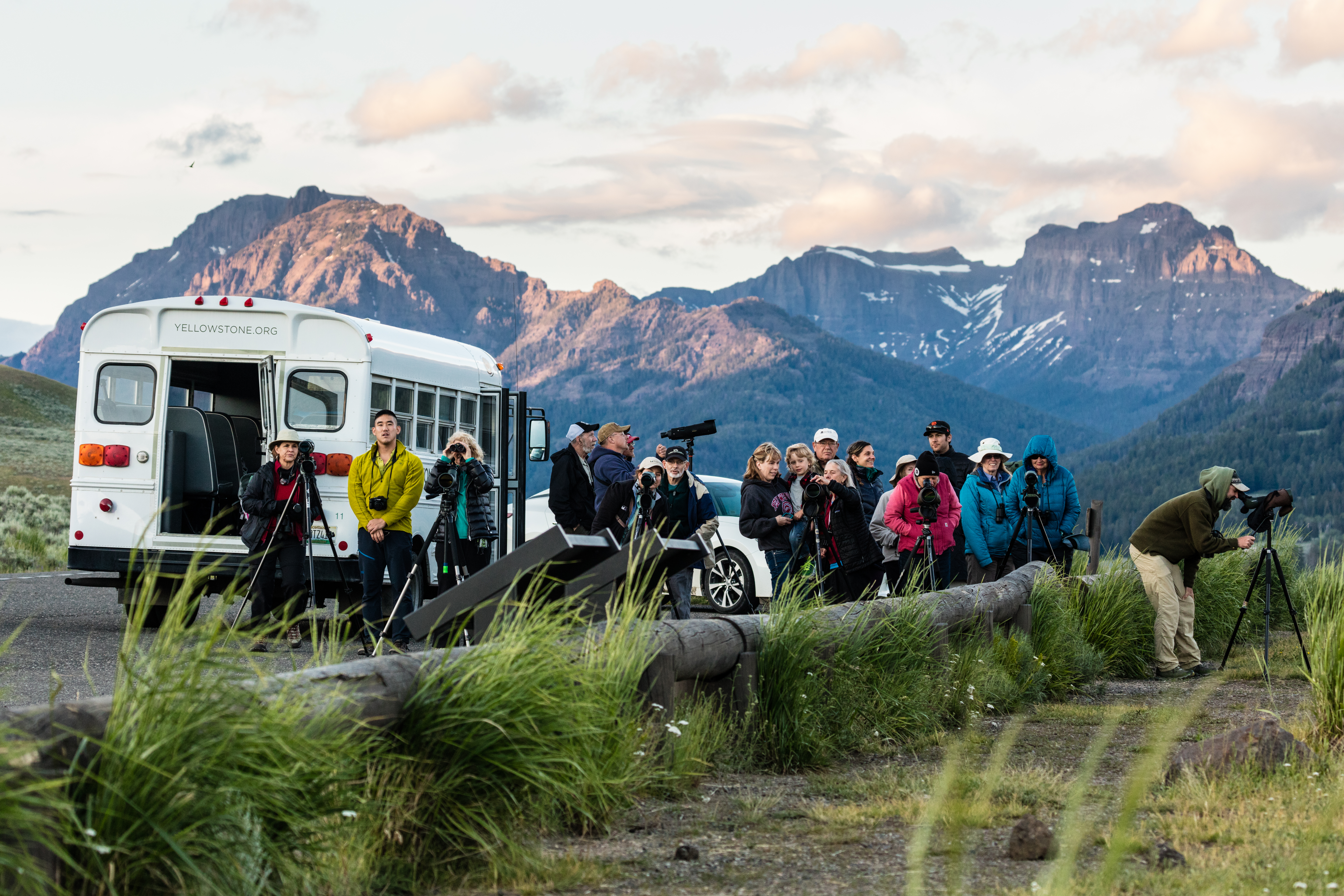
Wildlife Watching im Lamar Valley

Übernachtungsmöglichkeiten in Hotels und Hütten gibt es in den Orten Mammoth Hot Springs im Mammoth Country; Tower-Roosevelt im Roosevelt Country; Canyon Village im Canyon Country; Lake Village und Grant Village im Lake Country; sowie in Old Faithful im Geyser Country. Zusätzlich finden sich im Park elf Campingplätze sowie ein wegen der Gefahr durch Bären nur für Wohnmobile zugelassener Platz in Fishing Bridge. Die Ortschaften sind durch das Straßennetz der Grand Loop Road in Form einer großen Acht miteinander verbunden. Je nach Saison und Schneeverhältnissen sind einige Straßen und Ortschaften im Park gesperrt.
Die Hauptsaison im Yellowstone-Nationalpark dauert ungefähr von Anfang Mai bis Ende Oktober. Von Mitte Juni bis Ende August sind sämtliche Einrichtungen wie Übernachtungsmöglichkeiten, Tankstellen und Restaurants zugänglich, während der übrigen Zeit nur Teile davon. Im Winter sind außer der Straße vom Nordeingang zum Nordosteingang sämtliche Straßen des Parks ausschließlich mit Schneemobilen und Snow Coaches (Busse mit Kettenantrieb) befahrbar. Die tägliche Anzahl motorisierter Schneefahrzeuge im Park ist limitiert. Das Befahren ohne anerkannten Führer ist nicht gestattet.
In den 1980er Jahren nutzten fast zehn Mal mehr Touristen Schneemobile im Yellowstone-Nationalpark als 1968. Um 1995 erreichte die Zahl der Schneemobile 75.000 pro Jahr. Umweltschützer machten zunehmend auf die negativen Folgen wie Stressbelastung bei Tieren aufgrund des Lärms sowie Umweltbelastungen aufmerksam. US-Präsident Clinton ließ die Schneemobile im Januar 2001, kurz vor der Amtsübergabe an George W. Bush, im Yellowstone-Nationalpark verbieten. Sein Nachfolger hob das Verbot wieder auf, erließ jedoch striktere technische Vorgaben sowie eine Beschränkung der maximalen Anzahl zugelassener Schneemobile pro Jahr. Umweltschützer und Schneemobil-Lobby liefern sich seither ein rechtliches Tauziehen um die Höhe, die entsprechend immer wieder angepasst wird. Gleichzeitig untersucht der National Park Service in umfassenden Studien die Auswirkungen von Schneemobilen im Park.
Grafik: Jährliche Anzahl Besucher des Yellowstone-Nationalparks
Seit 1990 besuchen jährlich mindestens 2,8 Millionen Touristen den Park. Die bislang größte Besucherzahl wurde 2016 mit über 4,25 Millionen Personen gezählt. In den Wintersaisons beläuft sich die Besucherzahl jeweils auf etwa 140.000.
Während der Hauptsaison sind etwa 4500 Arbeiter im Park beschäftigt. Hotels, Restaurants und Läden im Park werden von Xanterra Parks & Resorts betrieben. Der Konzessionär wurde 2007 für seine Bestrebungen für einen nachhaltigen Tourismus im Yellowstone-Nationalpark mit dem Geotourism Award for Sustaining the Environment of a Place der Travel Industry Association und des National Geographic Traveller Magazine ausgezeichnet.
Informationen zur Geschichte des Parks, zur Flora und Fauna, zur Geologie, zu individuellen oder geführten Wanderungen und zu weiteren Aktivitätsmöglichkeiten sind in Besucherzentren (Visitor Centers) und Informationsstationen in Mammoth Hot Springs, Canyon Village, Madison, Fishing Bridge, Grant Village, West Thumb sowie Old Faithful erhältlich. Des Weiteren stehen Besuchern Museen über Vögel und Wildtiere im Yellowstone (Fishing Bridge), Geschichte und Wildtiere (Mammoth Hot Springs), Geologie und thermische Objekte sowie über Nationalpark-Ranger (beide Norris) zur Verfügung.

## Bedeutung
Am 26. Oktober 1976 verlieh die UNESCO dem Yellowstone-Nationalpark den Status eines Internationalen Biosphären-Reservates und am 8. September 1978 wurde er ebenfalls von der UNESCO zum Weltnaturerbe erhoben. Sieben Objekte und Stätten innerhalb des Parkes wurden vom National Register of Historic Places zu National Historic Landmarks bestimmt: Das Obsidian Cliff, Fort Yellowstone, Norris Geyser Basin Museum, Fishing Bridge Museum & Visitor Center, die Madison Information Station, der Old Faithful Inn sowie das Lake Hotel.
Der Yellowstone-Nationalpark generierte 2005 der Region rund 300 Millionen US-Dollar. 6815 Personen in der Yellowstone-Region verdankten ihre Arbeitsstelle dem Park. Alleine Touristen, die wegen der Wölfe in den Yellowstone-Nationalpark reisen, brachten der Gegend rund um den Nationalpark im Jahr 2006 35 Millionen US-Dollar.
Außer dem Yellowstone-Nationalpark und dem Yellowstone-Gebiet im weiteren Sinne tragen verschiedene geografische Objekte diesen Namensbestandteil: nebst dem Yellowstone River und dem Yellowstone Lake auch das Yellowstone County in Montana, die Ortschaften West Yellowstone westlich des Parks und Yellowstone City, der ehemalige Verwaltungssitz des Parks, Fort Yellowstone, und die Waldgebiete Yellowstone National Park Timberland Reserve und Yellowstone Forest Reserve.
Zudem trugen einige historische Persönlichkeiten Yellowstone in ihrem Spitznamen: Der Scout Luther S. Kelly war als Yellowstone Kelly bekannt, Jack Baronett – ebenfalls Scout – als Yellowstone Jack und der Geschäftsmann Jack Haynes als Mister Yellowstone.
Auch heute noch wird der Name Yellowstone immer wieder für kommerzielle Produkte wie Zeitungen, Getränke, Boote usw. verwendet. Die Hanna-Barbera-Zeichentrickserie Yogi Bär spielt im Jellystone-Nationalpark.